# 잃어버린 미래를 찾아서
《잃어버린 미래를 찾아서》(일본어: 失われた未来を求めて 우시나와레타 미라이오 모토메테[*])는 2010년 11월 26일에 TRUMPLE에서 발매된 미소녀 게임이다. 제목은 프랑스의 작가 마르셀 프루스트의 《잃어버린 시간을 찾아서》(À la recherche du temps perdu)에서 따왔다. 당초 ABHAR에서 제작되고 있었지만 ABHAR이 해산하면서 제작진들이 TRUMPLE로 옮겨와 발매했다. 카도카와 쇼텐의 월간 콤프 에이스 2011년 11월호부터 2012년 10월호까지 SASAYUKi가 작화한 만화판이 연재되었으며 단행본은 두 권이 출판되었다. 또한, 2014년 10월 4일부터 12월 20일까지 feel.이 제작하고 호소다 나오토가 감독을 맡은 TV 애니메이션이 일본에서 방영되었다다.

## 등장인물

대화 스크린샷
(왼쪽부터 하나미야 나기사, 하세쿠라 아이리, 후루카와 유이)

### 천문학회
아키야마 소우(秋山 奏)
사사키 카오리(佐々木 佳織)
성우: 아리스가와 미야비
하세쿠라 아이리(支倉 愛理)
성우: 카와시마 리노
후루카와 유이(古川 ゆい)
성우: 아오야마 유카리
하나미야 나기사(華宮 凪沙)
성우: 타미야스 토모에
오사후네 케니 에이타로(長船･KENNY･英太郎)
성우: 야마구치 캇페이

### 그 외
사사키 시오리(佐々木 詩織)
성우: 모토야마 미나
회장(会長)
성우: HAYATO
야마가 네코(山賀 寧子)
성우: 카가미 코토네
오가와 미츠노리(小川 光憲)
성우: 하도켄
아즈마 야에코(東 八重子)
성우: 토마토 아이코
혼조 사쿠노신(本城 作之進)
성우: 야마나카 소이치

## 스태프
- 캐릭터 디자인·원화: 미사키 쿠레히토·쿠로야 시노부
- SD원화: 나루세 미아
- 시나리오: 오오타 료·사이토 겐지·사와 마사키
- 작사·노래: 하시모토 미유키, 작곡·편곡: 하토리 후가
  - 오프닝 테마 〈∞미래〉(∞未来 무겐미라이[*])
  - 삽입곡 〈ray of memories〉
  - 엔딩 테마 〈Salut.soleil!〉